# إريك هوفمان (أستاذ جامعي)
إريك هوفمان (بالألمانية: Erich Hoffmann)‏ هو طبيب الجلد ‏ وعالم أحياء دقيقة ألماني، ولد في 25 أبريل 1868 في محافظة بوميرانيا في بولندا، وتوفي في 8 مايو 1959 في بون في ألمانيا.

## وصلات خارجية
- إريك هوفمان على موقع الموسوعة البريطانية (الإنجليزية)
- إريك هوفمان على موقع مونزينجر (الألمانية)